# Julius Moscon
Julius Franz Alfred Moscon (30. dubna 1839 Terst – 15. ledna 1927 Pišece) byl rakouský šlechtic a politik německé národnosti, na přelomu 19. a 20. století poslanec Říšské rady ze Štýrska.

## Biografie
Působil jako statkář na zámku Pišece. V květnu 1864 se v Záhřebu oženil s baronkou Idou Ozegovic. Měli dceru Marii Assuntu.
Od roku 1878 zasedal jako poslanec Štýrského zemského sněmu, kde byl řazen mezi ústavověrné velkostatkáře.
Působil i jako poslanec Říšské rady (celostátního parlamentu Předlitavska), kam usedl ve volbách roku 1885 za kurii velkostatkářskou ve Štýrsku. Ve volebním období 1885–1891 se uvádí jako svobodný pán Julius Franz von Moscon, c. k. komoří a statkář, bytem Pišece. Do parlamentu se vrátil v doplňovacích volbách roku 1894 za velkostatkářskou kurii ve Štýrsku. Nastoupil 26. listopadu 1894 místo Franze Attemse. Ve volebním období 1891–1897 se uvádí jako svobodný pán Alfred von Moscon, c. k. komoří a statkář, bytem Pišece. Mandát obhájil v řádných volbách roku 1897 a volbách roku 1901.
Na Říšské radě se po volbách roku 1885 uvádí jako člen poslaneckého klubu Sjednocené levice, do kterého se spojilo několik ústavověrných proudů. V roce 1887 se uvádí jako člen poslanecké frakce Deutschösterreichischer Club (Německorakouský klub), která sdružovala umírněnou část německého ústavověrného tábora. V roce 1890 se uvádí jako poslanec obnoveného klubu německých liberálů, nyní oficiálně nazývaného Sjednocená německá levice. V roce 1901 je řazen mezi ústavověrné velkostatkáře.